# Geilenkirchen
Geilenkirchen é uma cidade da Alemanha, localizada no distrito de  Heinsberg, Renânia do Norte-Vestfália.